# بابلو مونوز
بابلو مونوز (بالإسبانية: Pablo Munhoz)‏ هو لاعب كرة قدم أوروغواياني في مركز الوسط، ولد في 31 أغسطس 1982 في ريفيرا في الأوروغواي. شارك مع منتخب الأوروغواي تحت 23 سنة لكرة القدم ومنتخب الأوروغواي لكرة القدم. أما مع النوادي، فقد لعب مع أتيناس دي سان كارولس والتانك سيلي وجوفينتود وديبورتيفو مالدونادو وديفينسور سبورتينغ ونادي هوراكان وناسيونال مونتيفيديو وهايدوك سبليت.

## وصلات خارجية
- بابلو مونوز على موقع الاتحاد الدولي (مؤرشف)  (الإنجليزية)
- بابلو مونوز على موقع قاعدة بيانات كرة القدم.إي يو (الإنجليزية)
- بابلو مونوز على موقع ناشيونال فوتبول تيمز (الإنجليزية)
- بابلو مونوز على موقع Soccerway.com (الإنجليزية)
- بابلو مونوز على موقع عالم كرة القدم.نت (الإنجليزية)